# Bréchet
Pour les articles homonymes, voir Bréchet (homonymie).
Le bréchet, aussi appelé crête sternale ou quille du sternum, est un os sur lequel s'insèrent chez les oiseaux les puissants muscles pectoraux et supracoracoïdiens, qui sont nécessaires au vol. Il fait partie du squelette de la cage thoracique et est une extension du sternum. 
Le bréchet est donc présent chez tous les oiseaux actuels sauf chez certaines espèces incapables de voler, comme les Struthioniformes et les Kakapos (un Psittacida). Le bréchet est plus grand pour des oiseaux qui ont une plus grande capacité de voler.

## Évolution
Chez certains oiseaux primitifs comme Archeopteryx le bréchet était absent, ce qui suggère que cette espèce fossile n'était pas capable d'effectuer un vol battu[réf. nécessaire].
La présence de bréchet est un caractère dérivé, propre aux oiseaux Carinatae (de carina, le nom également donné à la quille du sternum). On le retrouve chez certains dinosaures, ce qui montre que cette innovation évolutive est apparue chez les dinosaures[réf. nécessaire] et que les oiseaux en font partie. Phylogénétiquement, les oiseaux sont en effet considérés comme des dinosaures.